# Flyttjesjön
Flyttjesjön är en sjö i Hedemora kommun och Säters kommun i Dalarna och ingår i Dalälvens huvudavrinningsområde. Sjön har en area på 0,688 kvadratkilometer och ligger 145,2 meter över havet.

## Delavrinningsområde
Flyttjesjön ingår i det delavrinningsområde (670722-150865) som SMHI kallar för Inloppet i Dammsjön. Medelhöjden är 203 meter över havet och ytan är 16,65 kvadratkilometer. Det finns inga avrinningsområden uppströms utan avrinningsområdet är högsta punkten. Vattendraget som avvattnar avrinningsområdet har biflödesordning 3, vilket innebär att vattnet flödar genom totalt 3 vattendrag innan det når havet efter 183 kilometer. Avrinningsområdet består mestadels av skog (83 procent). Avrinningsområdet har 0,85 kvadratkilometer vattenytor vilket ger det en sjöprocent på 5,1 procent.